# Fibigia macrocarpa
Fibigia macrocarpa là một loài thực vật có hoa trong họ Cải. Loài này được (Boiss.) Boiss. mô tả khoa học đầu tiên năm 1867.